# Curtiss-Wright CW-12
Il Curtiss-Wright CW-12 Sport Trainer fu un aereo da addestramento monomotore, monoposto e biplano sviluppato dall'azienda aeronautica statunitense Curtiss-Wright nei tardi anni trenta e commercializzato, oltre che dalla stessa, attraverso il marchio Travel Air dopo l'acquisizione dell'azienda da parte della Curtiss-Wright.
Assieme al CW-16 Light Sport, dal quale si discostava per la soluzione biposto e per le diverse motorizzazioni disponibili, venne destinato al mercato dell'aviazione turistica da diporto, dove trovò un buon riscontro commerciale negli Stati Uniti e nel Regno Unito; tuttavia per le sue caratteristiche il CW-16 trovò impiego anche come addestratore avanzato in alcune aeronautiche militari sudamericane.

## Storia del progetto
Nell'ambito del potenziamento dell'azienda e dell'ulteriore diversificazione dei modelli offerti, la Curtiss Aeroplane and Motor Company avviò nei tardi anni venti del XX secolo una serie di acquisizioni, tra le quali quella della già affermata Travel Air con sede a Wichita, Kansas, diventata la prima sussidiaria, e in seguito creando una nuova realtà aziendale, la Curtiss-Wright Corporation.

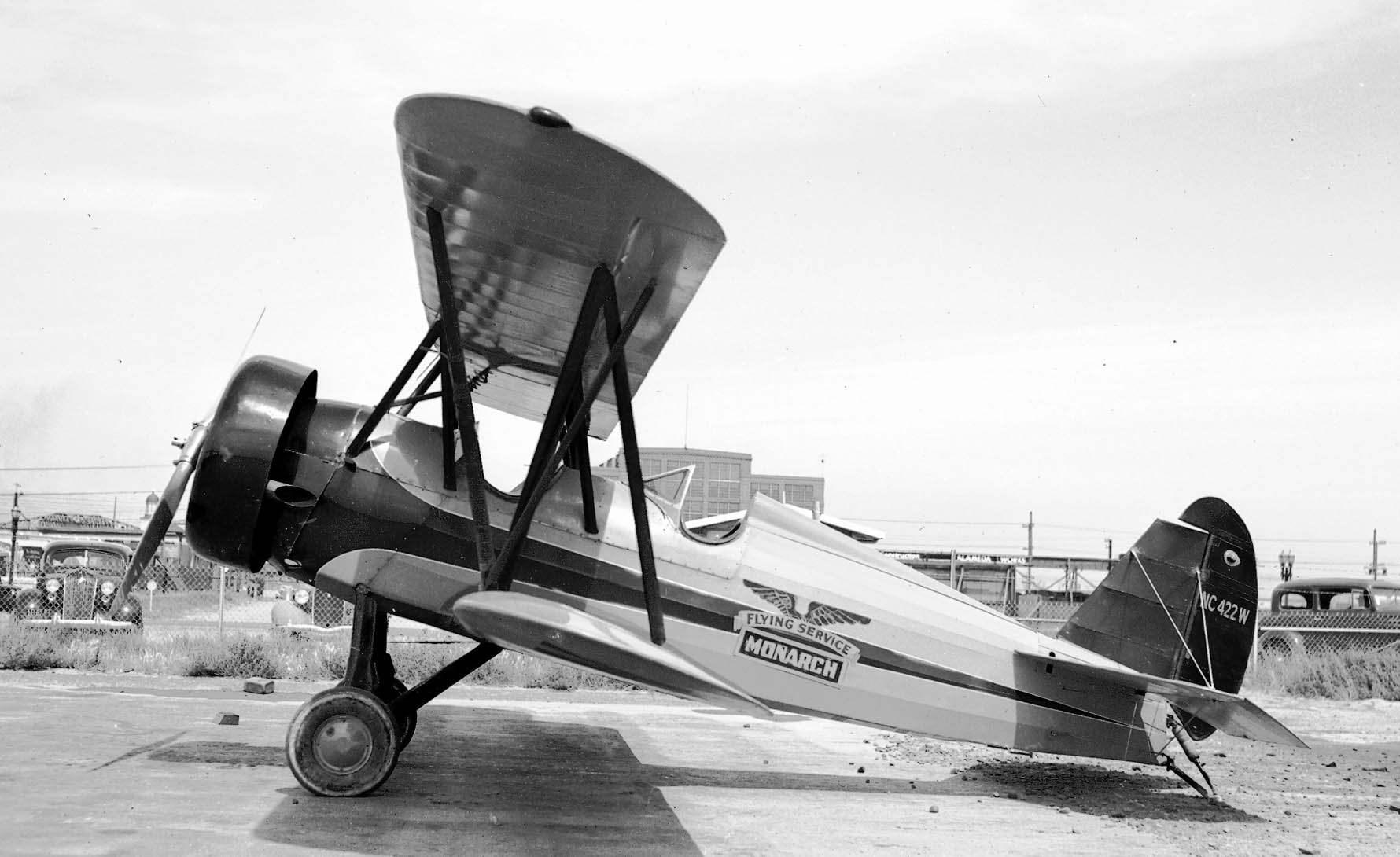
Uno degli undici Travel Air 16K realizzati.

Dalla Travel Air arrivarono anche due ingegneri, Herbert Rawdon e Theodore A. Wells, ai quali venne affidato il compito di sviluppare il progetto di un nuovo modello, tecnologicamente avanzato, destinato al mercato dell'aviazione turistica e da diporto, costituito principalmente da singoli proprietari e utilizzatori, personalizzabile con diverse motorizzazioni a seconda delle preferenze del committente e di facile manutenzione.
Rawdon e Wells disegnarono il CW-12 come aereo leggero, destinato a essere equipaggiato con motorizzazioni a cilindrata ridotta di ultima generazione, caratterizzato dalla configurazione alare biplana, doppio abitacolo aperto e carrello d'atterraggio fisso. Essendo stato sviluppato quando la Travel Air era ancora una controllata, il modello viene citato sia come Travel Air che come Curtiss-Wright, tuttavia all'epoca quest'ultima nuova azienda preferì commercializzarlo con (o anche) il marchio dell'azienda originale.
A questo primo tipo venne affiancato un modello triposto, il CW-16, tuttavia la grande depressione (che dal 1929 causò una grave crisi economica negli Stati Uniti) ebbe considerevoli ripercussioni sulla domanda dei modelli e la produzione, specie di quest'ultimo, rimase limitata.

## Tecnica
Il CW-12 e il CW-16 condividevano lo stesso progetto di base, ovvero una cellula costituita dalla fusoliera nella quale erano ricavati gli abitacoli aperti posti in tandem, il posteriore destinato al pilota e istruttore singolo mentre l'anteriore, destinato ai passeggeri/allievi, nel modello CW-12 era singolo e nel CW-16 a due posti affiancati, entrambi dotati di parabrezza. Il cono di coda terminava in un impennaggio classico monoderiva con i piani orizzontali controventati.
La configurazione alare era biplana a scalamento positivo, caratterizzata dai piani alari superiore e inferiore di uguale superficie e apertura; l'ala inferiore era traslata verso la parte posteriore della fusoliera e collegata a quella superiore tramite una coppia di montanti tubolari a "N", uno per lato, e alla fusoliera tramite un castello tubolare posizionato all'altezza dell'abitacolo anteriore.
Il carrello d'atterraggio era un semplice biciclo anteriore fisso, con elementi ammortizzanti e dotati, a seconda delle esigenze del cliente, di ruote equipaggiate con pneumatici a bassa pressione, adatti all'atterraggio su terreni sconnessi, e tradizionali, alle volte racchiusi in elementi aerodinamici.
Entrambe le versioni dell'aereo erano disponibili in una varietà di scelte di motore, anche in questo caso in base alle preferenze del committente, sia con architettura radiale che in linea.

## Versioni e varianti
CW-12
CW-12K - versione motorizzata con un radiale 5 cilindri Kinner K-5, realizzata in soli due esemplari.
CW-12Q - versione motorizzata con un de Havilland Gipsy 4 cilindri in linea raffreddato ad aria costruito dalla Curtiss-Wright su licenza, realizzata in 26 esemplari.
CW-12W - versione motorizzata con un radiale 7 cilindri Warner Scarab, realizzata in 12 esemplari più una replica.
CW-16
CW-16E - versione motorizzata con un radiale 5 cilindri Wright J-6 Whirlwind 5, realizzata in 10 esemplari.
CW-16K - versione motorizzata con un radiale 5 cilindri Kinner B-5, realizzata in 11 esemplari.
CW-16W - versione motorizzata con un radiale Warner Scarab, realizzata in un solo esemplare.

## Utilizzatori

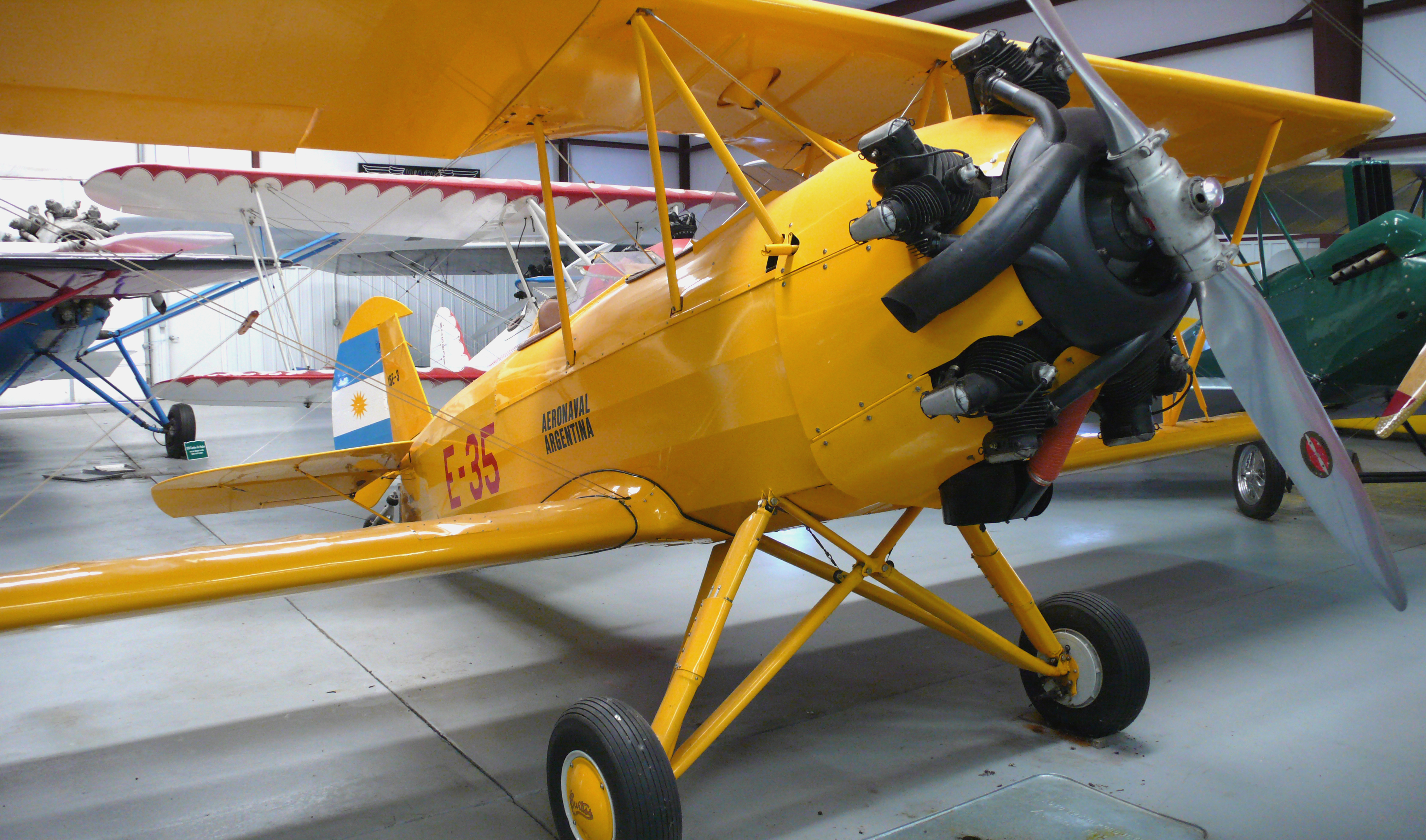
Un Curtiss Travel Air 16E con le insegne dell'Aviación Naval argentina.

### Civili
Vari acquirenti privati negli Stati Uniti e nel Regno Unito.

### Militari
Argentina
- Aviación Naval de la Armada de la República Argentina

acquistò 15 CW-16E nel 1935 più altri 13 probabilmente costruiti dal 1938. Il modello rimase in servizio fino al 1949.
 Bolivia
- Cuerpo Aéreo Boliviano

acquistò tre CW-16 nel 1934; il modello rimase in servizio fino al 1943.
 Brasile
- Forças Armadas Brasileiras

ricevettero 15 CW-16W, equipaggiati con il radiale Warner Scarab da 125 hp (93 kW), nel 1935; il modello rimase in servizio fino al 1940.
 Colombia
- Fuerza Aérea Colombiana

ricevette sei CW-16W nel 1933.
 Ecuador
- Fuerza Aérea del Ejército Ecuatoriano

acquistò sei CW-16E nel 1935 più altri tre CW-16 nel 1936, tre dei quali rimasero in servizio fino al 1944.

### Riviste
- (EN) Dan Hagedorn, Curtiss Types In Latin America, in Air Enthusiast, n. 45, marzo-May 1992,  pp. 61-77, ISSN 0143-5450 (WC · ACNP).